# Omnobil
Omnobil war eine Automarke für Kleinwagen, die 1922 von dem Unternehmen Deutsche Elektromobil- und Motorenwerke AG in  Wasseralfingen gebaut wurden.
Wie der Kaha wurde der Wagen von einem Elektromotor angetrieben. Das Fahrzeug war mit ein oder mit zwei Sitzen lieferbar.